# Etloe
Etloe – osada w Anglii, w hrabstwie Gloucestershire, w dystrykcie Forest of Dean, w civil parish Awre. Leży 20 km od miasta Gloucester. Etloe jest wspomniana w Domesday Book (1086) jako Ete(s)lau.